# Краденбах
Краденбах (нім. Kradenbach) — громада в Німеччині, розташована в землі Рейнланд-Пфальц. Входить до складу району Вульканайфель. Складова частина об'єднання громад Даун.
Площа — 1,73 км2. Населення становить 150 ос. (станом на 31 грудня 2020).